# František Hýra
František Hýra (22. června 1809 Cítoliby – ?) byl rakouský a český podnikatel a politik z Plzně, v 60. letech 19. století poslanec Českého zemského sněmu.

## Biografie

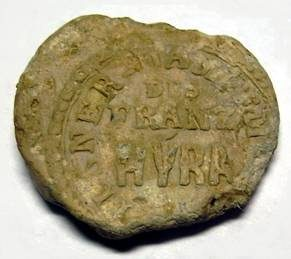
Mlýnská plomba firmy FRANZ HÝRA

Pocházel z Loun, uvádí se též původem z Cítolib. Roku 1855 se přestěhoval do Plzně, kde se zařadil mezi největší místní podnikatele. Koupil pozemek a Kestřánkův dům na tehdejším Říšském předměstí a postavil za ním velký moderní mlýn, který byl zprovozněn v březnu 1856. Mlýnu dominoval první tovární komín v Plzni. Později se stal i majitelem Panského a Kalikovského mlýnu v Plzni. Roku 1865 zbudoval parní pekárnu a přebytky tepla využil na provoz lázní na protější straně ulice. Sám si zajišťoval těžbu uhlí v plzeňském okolí. Ve vlastní režii vyráběl i mlýnské kameny. Kromě toho těžil kaolin, vyráběl bílé dlaždice, podílel se na založení plzeňské plynárny i na instalaci plynového osvětlení města a podílel se na založení Prvního akciového pivovaru, později známého jako Gambrinus.
Dále se angažoval v hospodářském rozvoji ve svém původním bydlišti, v Lounech. Patřil mezi zakladatele potravinářského průmyslu. Inicioval založení akciové společnosti na výstavbu prvního lounského cukrovaru, který vyrostl v letech 1868–1869 na předměstí Loun. Podílel se rovněž na obnově nevyužívaného lounského kostela svatého Petra, který roku 1871 koupil s cílem ho opravit a přestavět na rodinnou hrobku. Rekonstrukci prováděl Josef Mocker, ale stihl dokončit jen zlomek původního záměru. Po Hýrově bankrotu (viz níže) připadl kostel městu.
V 60. letech 19. století se zapojil i do zemské politiky. V zemských volbách v březnu 1867 byl zvolen na Český zemský sněm za kurii obchodních a živnostenských komor (obvod Plzeň).
Roku 1875 se Hýra ocitl v dluzích, v srpnu toho roku byl na Hýrův podnik vyhlášen konkurz. Následně ukončil své podnikání. Důvodem Hýrova bankrotu byl krach na vídeňské burze a následné opadnutí konjunktury z dob gründerského období. Hýrův mlýn po 20 letech odkoupil podnikatel Josef Dionys Halbmayr z Mariánských Lázní, který areál dále rozšířil. Budova byla zbořena v roce 2008.